# Никунен, Ниило
Ниило Никунен (фин. Niilo Nikunen; 14 июня 1913, Леми — 19 июля 1991, Савонлинна, Миккели) — финский двоеборец. Участник зимних Олимпийских игр 1936 года.

## Биография
Ниило Никунен родился 14 июня 1913 года в российской общине Леми (сейчас в Финляндии).
Выступал в соревнованиях по лыжному двоеборью за «Эвон Метсяпоят» из Эво. В 1937—1939 годах трижды становился чемпионом Финляндии.
В 1936 году вошёл в состав сборной Финляндии на зимних Олимпийских играх в Гармиш-Партенкирхене. В лыжном двоеборье занял 10-е место, набрав 383,3 очка и уступив 47 очков завоевавшему золото Оддбьёрну Хагену из Норвегии.
В 1938 году участвовал в чемпионате мира в Лахти, где занял 9-е место, набрав 404,50 очка.
В 1941 году выступал на чемпионате мира в Кортина-д’Ампеццо, где занял 9-е место, набрав 387,6 очка. Позже турнир не был признан Международной федерацией лыжного спорта.
Умер 19 июля 1991 года в пригороде Ноянмаа финского города Савонлинна.